# Spathiostemon javensis
Spathiostemon javensis är en törelväxtart som beskrevs av Carl Ludwig von Blume. Spathiostemon javensis ingår i släktet Spathiostemon och familjen törelväxter. Inga underarter finns listade i Catalogue of Life.